# Jhon Durán
Jhon Jader Durán Palacio (Zaragoza, 13 december 2003) is een Colombiaans voetballer die bij voorkeur als aanvaller speelt. Hij stroomde door vanuit de jeugdopleiding van Envigado FC en speelde later voor Chicago Fire en Aston Villa, voordat hij in januari 2025 voor naar verluidt € 77 miljoen overstapte naar Al-Nassr. Durán debuteerde in 2022 in het Colombiaans voetbalelftal, waarmee hij deelnam aan de Copa América 2024.

## Clubcarrière

### Envigado FC
Durán ging op 11-jarige leeftijd spelen in de jeugdopleiding van Envigado FC. In de jeugdopleiding veranderde hij van vleugelspeler tot spits. Durán debuteerde op 10 februari 2019 namens Envigado FC in het profvoetbal, als invaller in de blessuretijd bij een 1–0 overwinning tegen Alianza FC in de Colombiaanse competitie. Op 1 september 2019 maakte hij zijn eerste doelpunt. Het was het openingsdoelpunt in de competitiewedstrijd tegen Rionegro Águilas die in een 3–3 gelijkspel zou eindigen. Zo werd hij op 15-jarige leeftijd de tweede jongste speler die scoorde op het hoogste Colombiaanse voetbalniveau.

### Chicago Fire
Durán stapte in januari 2021 over naar het Amerikaanse Chicago Fire voor naar verluidt $ 2,5 miljoen. Daarmee werd hij de jongste buitenlandse aanwinst in de geschiedenis van de Major League Soccer. Doordat hij de overstap pas kon maken op 18-jarige leeftijd, speelde hij nog een jaar op huurbasis voor Envigado FC, waar hij dat jaar een vaste basisspeler was. Tegelijkertijd kreeg hij ook wekelijks een individuele training kreeg bij de Amerikaanse club. Durán debuteerde voor Chicago Fire op 27 februari 2022 tijdens een doelpuntloos gelijkspel tegen Inter Miami in de Major League Soccer, als invaller voor Fabian Herbers. Op 1 mei 2022 werd hij met twee gele kaarten van het veld gestuurd tijdens het met 1–2 verloren competitieduel tegen New York Red Bulls. Toen hij terugkeerde van zijn schorsing, maakte hij tegen FC Cincinnati zijn eerste doelpunt voor Chicago Fire. Die wedstrijd ging desondanks met 1–2 verloren.

### Aston Villa
Durán tekende in januari 2023 bij Aston Villa voor naar verluidt zo'n £ 15 miljoen. Op 4 februari 2023 debuteerde hij in de Premier League tegen Leicester City (2–4 nederlaag), als vervanger van Leon Bailey. Op 20 augustus 2023 maakte hij zijn eerste doelpunt voor Aston Villa in het competitieduel tegen Everton FC (4–0), vlak nadat hij was ingevallen voor Ollie Watkins. Drie dagen later debuteerde hij in het internationale clubvoetbal bij een 0–5 zege op Hibernian FC in de kwalificatiefase van de UEFA Europa Conference League. Twee doelpunten van Durán in de slotfase tegen Liverpool FC leverde Aston Villa op 13 mei 2024 een 3–3 gelijkspel op. In de zomer van 2024 bereikte Durán naar verluidt een persoonlijk akkoord voor een overstap naar West Ham United, maar werd hij uiteindelijk niet verkocht door Aston Villa. Voorafgaand aan het nieuwe seizoen veranderde Duráns rugnummer van 20 naar 9. Durán scoorde op 21 september 2023 in het hoofdtoernooi van die competitie tegen Legia Warschau. Aston Villa verloor die dag desondanks met 3–2. Durán maakte op 14 september 2024 met een afstandsschot het winnende doelpunt bij een 3–2 competitiezege op Everton FC. Dat doelpunt werd later verkozen tot Doelpunt van de Maand in de Premier League. Durán kwam op 17 september 2024 binnen de lijnen voor Watkins tijdens een 0–3 overwinning tegen Young Boys, waarmee Durán debuteerde in de UEFA Champions League. Later in de competitiefase scoorde Durán tegen Bayern München en Bologna FC. Hij ondertekende op 7 oktober 2024 een nieuw contract bij Aston Villa. Op 26 december 2024 kreeg hij een rode kaart voor een overtreding op Fabian Schär, waarna Aston Villa in de competitie met 3–0 verloor van Newcastle United.

### Al-Nassr
Durán stapte op 31 januari 2025 over naar Al-Nassr voor naar verluidt € 77 miljoen. Hij debuteerde voor deze club op 3 februari 2025, bij een 4–0 overwinning tegen Al-Walsl in de AFC Champions League.

## Clubstatistieken
| Seizoen         | Club            | Competitie          | Competitie | Competitie | Beker | Beker | Internationaal | Internationaal | Totaal | Totaal |
| Seizoen         | Club            | Competitie          | Wed.       | Dlp.       | Wed.  | Dlp.  | Wed.           | Dlp.           | Wed.   | Dlp.   |
| --------------- | --------------- | ------------------- | ---------- | ---------- | ----- | ----- | -------------- | -------------- | ------ | ------ |
| 2019            | Envigado FC     | Categoría Primera A | 9          | 1          | 1     | 0     | —              | —              | 10     | 1      |
| 2020            | Envigado FC     | Categoría Primera A | 12         | 0          | 1     | 0     | —              | —              | 13     | 0      |
| 2021            | Envigado FC     | Categoría Primera A | 23         | 7          | 1     | 1     | —              | —              | 24     | 8      |
| 2022            | Chicago Fire    | Major League Soccer | 27         | 8          | 1     | 0     | —              | —              | 28     | 8      |
| 2022            | Chicago Fire II | MLS Next Pro        | 2          | 0          | —     | —     | —              | —              | 2      | 0      |
| 2022/23         | Aston Villa     | Premier League      | 12         | 0          | 0     | 0     | —              | —              | 12     | 0      |
| 2023/24         | Aston Villa     | Premier League      | 23         | 5          | 2     | 0     | 12             | 3              | 37     | 8      |
| 2024/25         | Aston Villa     | Premier League      | 20         | 7          | 2     | 2     | 7              | 3              | 29     | 12     |
| 2024/25         | Al-Nassr        | Saudi Pro League    | 13         | 8          | 0     | 0     | 5              | 4              | 18     | 12     |
| 2025/26         | Fenerbahçe      | Süper Lig           | 0          | 0          | 0     | 0     | 2              | 1              | 2      | 1      |
| Carrière totaal | Carrière totaal | Carrière totaal     | 141        | 36         | 8     | 3     | 26             | 11             | 175    | 50     |

Bijgewerkt tot en met 12 augustus 2025.

## Interlandcarrière
Op 24 september 2022 debuteerde Durán voor Colombia tegen Guatemala als invaller voor Radamel Falcao in de rust. Colombia won de oefenwedstrijd met 4–1. Zijn eerste interlandtreffer volgde op 28 maart 2023 in een vriendschappelijk duel tegen Japan (1–2 winst). Durán werd door bondscoach Néstor Lorenzo opgenomen in de Colombiaanse selectie voor de Copa América 2024 in de Verenigde Staten. Hij kwam op het toernooi enkel in actie als invaller in de met 3–0 gewonnen groepswedstrijd tegen Costa Rica. Colombia verloor uiteindelijk in de finale na een verlenging van Argentinië.
| Interlands van Jhon Durán voor Colombia | Interlands van Jhon Durán voor Colombia | Interlands van Jhon Durán voor Colombia | Interlands van Jhon Durán voor Colombia | Interlands van Jhon Durán voor Colombia | Interlands van Jhon Durán voor Colombia |
| №                                       | Datum                                   | Wedstrijd                               | Uitslag                                 | Competitie                              | Goals                                   |
| 3                                       | Als speler bij Chicago Fire             | Als speler bij Chicago Fire             | Als speler bij Chicago Fire             | Als speler bij Chicago Fire             | 0                                       |
| --------------------------------------- | --------------------------------------- | --------------------------------------- | --------------------------------------- | --------------------------------------- | --------------------------------------- |
| 01.                                     | 25 september 2022                       | Colombia – Guatemala                    | 4 – 1                                   | Vriendschappelijk                       |                                         |
| 02.                                     | 28 september 2022                       | Mexico – Colombia                       | 2 – 3                                   | Vriendschappelijk                       |                                         |
| 03.                                     | 20 november 2022                        | Colombia – Paraguay                     | 2 – 0                                   | Vriendschappelijk                       |                                         |
| 12                                      | Als speler bij Aston Villa              | Als speler bij Aston Villa              | Als speler bij Aston Villa              | Als speler bij Aston Villa              | 2                                       |
| 04.                                     | 24 maart 2023                           | Zuid-Korea – Colombia                   | 2 – 2                                   | Vriendschappelijk                       |                                         |
| 05.                                     | 28 maart 2023                           | Japan – Colombia                        | 1 – 2                                   | Vriendschappelijk                       | 33'                                     |
| 06.                                     | 8 september 2023                        | Colombia – Venezuela                    | 1 – 0                                   | Kwalificatie WK 2026                    |                                         |
| 07.                                     | 13 september 2023                       | Chili – Colombia                        | 0 – 0                                   | Kwalificatie WK 2026                    |                                         |
| 08.                                     | 18 oktober 2023                         | Ecuador – Colombia                      | 0 – 0                                   | Kwalificatie WK 2026                    |                                         |
| 09.                                     | 8 juni 2024                             | Verenigde Staten – Colombia             | 1 – 5                                   | Vriendschappelijk                       |                                         |
| 10.                                     | 29 juni 2024                            | Colombia – Costa Rica                   | 3 – 0                                   | Copa América 2024                       |                                         |
| 11.                                     | 7 september 2024                        | Peru – Colombia                         | 1 – 1                                   | Kwalificatie WK 2026                    |                                         |
| 12.                                     | 10 september 2024                       | Colombia – Argentinië                   | 2 – 1                                   | Kwalificatie WK 2026                    |                                         |
| 13.                                     | 15 oktober 2024                         | Colombia – Chili                        | 4 – 0                                   | Kwalificatie WK 2026                    | 82'                                     |
| 14.                                     | 16 november 2024                        | Uruguay – Colombia                      | 3 – 2                                   | Kwalificatie WK 2026                    |                                         |
| 15.                                     | 20 november 2024                        | Colombia – Ecuador                      | 0 – 1                                   | Kwalificatie WK 2026                    |                                         |

Bijgewerkt t/m 6 februari 2025.